# Liste der Länderspiele der somalischen Futsalnationalmannschaft
Die nachfolgende Liste enthält alle Länderspiele der somalischen Futsalnationalmannschaft der Männer, die der Fußballverband von Somalia, die Somali Football Federation (SFF), im Jahr 1996 gegründet hat. Futsal ist die einzige von der FIFA anerkannte Variante des Hallenfußballs. Bisher wurden fünf Länderspiele ausgetragen.

## Länderspielübersicht
Legende
- Erg. = Ergebnis
- n. V. = nach Verlängerung
- i. S. = im Sechsmeterschießen
- abg. = Spielabbruch
- H = Heimspiel
- A = Auswärtsspiel
- * = Spiel auf neutralem Platz
- Hintergrundfarbe grün = Sieg
- Hintergrundfarbe gelb = Unentschieden
- Hintergrundfarbe rot = Niederlage

| Nr.                    | Datum      | Erg. | Gegner   |   | Austragungsort | Anlass                             | Bemerkungen |
| ---------------------- | ---------- | ---- | -------- | - | -------------- | ---------------------------------- | --- |
| 1                      | 26.09.1996 | 4:4  | Zaire    | * | Kairo (EGY)    | Afrikameisterschaft 1996- Endrunde | Erstes Spiel auf neutralem Platz Erstes Unentschieden Erstes Unentschieden auf neutralem Platz Höchstes Unentschieden Höchstes Unentschieden auf neutralem Platz Erstes Länderspiel gegen Zaire |
| 2                      | 27.09.1996 | 1:10 | Ägypten  | A | Kairo (EGY)    | Afrikameisterschaft 1996- Endrunde | Erstes Auswärtsspiel Erste Niederlage Erste Auswärtsniederlage Erstes Länderspiel gegen Ägypten                                                                                                 |
| 3                      | 29.09.1996 | 0:13 | Ghana    | * | Kairo (EGY)    | Afrikameisterschaft 1996- Endrunde | Erste Niederlage auf neutralem Platz Höchste Niederlage Höchste Niederlage auf neutralem Platz Erstes Länderspiel gegen Ghana                                                                   |
| 4                      | 30.09.1996 | 0:4  | Simbabwe | * | Kairo (EGY)    | Afrikameisterschaft 1996- Endrunde | Erstes Länderspiel gegen Simbabwe |
| 5                      | 08.12.1998 | 1:13 | Ägypten  | A | Kairo (EGY)    | UAFA Arab Futsal Championship 1998 | Höchste Auswärtsniederlage |
| Stand: 27. August 2018 |            |      |          |   |                |                                    | |

## Statistik
In der Statistik werden nur die offiziellen Länderspiele berücksichtigt.
Legende
- Sp. = Spiele
- Sg. = Siege
- Uts. = Unentschieden
- Ndl. = Niederlagen
- Hintergrundfarbe grün = positive Bilanz
- Hintergrundfarbe gelb = ausgeglichene Bilanz
- Hintergrundfarbe rot = negative Bilanz

### Gegner
| Land     | Kontinentalverband | Sp. | Sg. | Uts. | Ndl. | Torverhältnis |
| -------- | ------------------ | --- | --- | ---- | ---- | ------------- |
| Ägypten  | CAF                | 2   | 0   | 0    | 2    | 02:23         |
| Ghana    | CAF                | 1   | 0   | 0    | 1    | 00:13         |
| Simbabwe | CAF                | 1   | 0   | 0    | 1    | 0:4           |
| Zaire    | CAF                | 1   | 0   | 1    | 0    | 4:4           |
| Gesamt   | Gesamt             | 5   | 0   | 1    | 4    | 06:44         |

### Kontinentalverbände
| Kontinentalverband                 | Sp. | Sg. | Uts. | Ndl. | Torverhältnis |
| ---------------------------------- | --- | --- | ---- | ---- | ------------- |
| AFC (Asien)                        | 0   | 0   | 0    | 0    | 0:0           |
| CAF (Afrika)                       | 5   | 0   | 1    | 4    | 06:44         |
| CONCACAF (Nord- und Mittelamerika) | 0   | 0   | 0    | 0    | 0:0           |
| CONMEBOL (Südamerika)              | 0   | 0   | 0    | 0    | 0:0           |
| OFC (Ozeanien)                     | 0   | 0   | 0    | 0    | 0:0           |
| UEFA (Europa)                      | 0   | 0   | 0    | 0    | 0:0           |
| Gesamt                             | 5   | 0   | 1    | 4    | 06:44         |

### Anlässe
| Anlass                               | Sp. | Sg. | Uts. | Ndl. | Torverhältnis |
| ------------------------------------ | --- | --- | ---- | ---- | ------------- |
| Afrikameisterschaft-Endrundenspiele  | 4   | 0   | 1    | 3    | 05:31         |
| UAFA Arab Futsal Championship-Spiele | 1   | 0   | 0    | 1    | 01:13         |
| Freundschaftsspiele                  | 0   | 0   | 0    | 0    | 0:0           |
| Gesamt                               | 5   | 0   | 1    | 4    | 06:44         |

### Spielarten
| Spielart                       | Sp. | Sg. | Uts. | Ndl. | Torverhältnis |
| ------------------------------ | --- | --- | ---- | ---- | ------------- |
| Heimspiele (H)                 | 0   | 0   | 0    | 0    | 0:0           |
| Spiele auf neutralem Platz (*) | 3   | 0   | 1    | 2    | 04:21         |
| Auswärtsspiele (A)             | 2   | 0   | 0    | 2    | 02:23         |
| Gesamt                         | 5   | 0   | 1    | 4    | 06:44         |

### Austragungsorte
| Austragungsort | Land    | Sp. | Sg. | Uts. | Ndl. | Torverhältnis |
| -------------- | ------- | --- | --- | ---- | ---- | ------------- |
| Kairo          | Ägypten | 5   | 0   | 1    | 4    | 06:44         |
| Gesamt         | Gesamt  | 5   | 0   | 1    | 4    | 06:44         |

### Spielergebnisse
|      | Gegentore | Gegentore | Gegentore | Gegentore | Gegentore | Gegentore | Gegentore | Gegentore | Gegentore | Gegentore | Gegentore | Gegentore | Gegentore | Gegentore |
| Tore | 0         | 1         | 2         | 3         | 4         | 5         | 6         | 7         | 8         | 9         | 10        | 11        | 12        | 13        |
| ---- | --------- | --------- | --------- | --------- | --------- | --------- | --------- | --------- | --------- | --------- | --------- | --------- | --------- | --------- |
| 0    | -         | -         | -         | -         | 1         | -         | -         | -         | -         | -         | -         | -         | -         | 1         |
| 1    | -         | -         | -         | -         | -         | -         | -         | -         | -         | -         | 1         | -         | -         | 1         |
| 2    | -         | -         | -         | -         | -         | -         | -         | -         | -         | -         | -         | -         | -         | -         |
| 3    | -         | -         | -         | -         | -         | -         | -         | -         | -         | -         | -         | -         | -         | -         |
| 4    | -         | -         | -         | -         | 1         | -         | -         | -         | -         | -         | -         | -         | -         | -         |